# Változócsillag

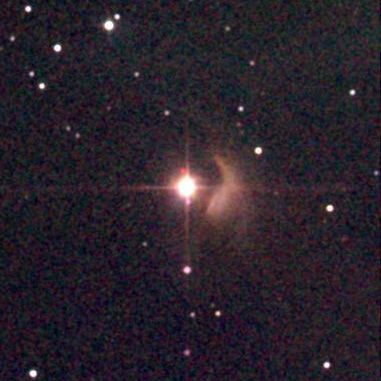
A T Tauri változócsillag

A változócsillagok vagy változók olyan csillagok, amelyek állapothatározói emberi időskálán mérve rövid idő alatt megváltoznak. Lehetséges ugyanis, hogy egy csillag luminozitása állandó, csupán a spektrális jellemzői (egyes színképvonalak erőssége, előfordulása) változnak és ez árulkodik bizonyos fizikai állapotok megváltozásáról. A fedési kettőscsillagokat is változóknak tekintjük, annak ellenére, hogy esetükben nem belső fizikai változás, hanem a kísérőcsillaguk által történő fedés okozza a fényességváltozást. Ugyancsak ide soroljuk a forgó változócsillagokat, amiknél a fényességváltozást csillagfoltok, mágneses mező vagy ellipszoidális változások okozzák.
A legtöbb csillagnak azonban állandó a fényessége. Legjobb példa erre Napunk, amely relatíve kicsi fényességváltozásokat mutat, ennek értéke durván 0,1%, ami a 11 éves naptevékenységi ciklusnak tudható be.

## A változócsillagok felfedezése
Egy 3200 évvel ezelőtti ókori egyiptomi naptár feltüntetett szerencsés és szerencsétlen napokat. Ez lehet az egyik első dokumentum egy változócsillag felfedezéséről, a fedési kettős Algolról. Ausztrál őslakosok megfigyelték a Betelgeuze és az Antares változását. Fényességük változását szóbeli hagyományként adták tovább.
A régi feljegyzések arról tanúskodnak, hogy már az ókor embere is felfigyelt az egyébként változatlannak hitt égbolton feltűnő „új” csillagokra, nóvákra és szupernóvákra. Ezek a csillagok azonban korántsem keltettek akkora félelmet, mint a fényes, nagy látszó átmérőjű üstökösök. Több ilyen „vendégcsillagról” készítettek feljegyzéseket a kínaiak, köztük az 1054-es szupernóváról is. De a kisebb amplitúdójú változók észlelésében is élen jártak a kínaiak, i. e. a 2. században Sima Qian csillagász tudott az R Coronae Borealis, az epszilon Aurigae és az U Ophiuci fényességváltozásairól.
Az európai csillagászok 1596-ban fedezték fel az első periodikus változót. David Fabricius ekkor észlelte először az omikron Cetit, de a változás természetét csak 1638-ban ismerte fel Hotwarda. A változócsillagok periodikus fényességváltozása akkoriban ismeretlen volt, ezért kapta a csillag a Mira (csodálatos) nevet. A későbbi távcsöves megfigyelésekből arra következtettek, hogy a Mira legnagyobb fényessége 2 magnitúdó, legkisebb fényessége pedig 9 magnitúdó. A maximum és a minimum között a Mira fényessége folyamatosan változik, a változás periódusa 330 nap.
A második változócsillag az Algol volt, melyet Geminiano Montanari írt le 1669-ben. Változó voltát John Goodricke fejtette ki korrektül 1784-ben. A Chi Cygni változócsillagot 1686-ban azonosította G. Kirch, majd az R Hydrae változócsillagot 1704-ben G. D. Maraldi. 1786-ban tíz változócsillagot ismertek. John Goodricke felfedezte a Delta Cephei és a Beta Lyrae változócsillagot. 1850-től kezdve megugrott az ismert változócsillagok száma, különösen 1890-től, amikor a fényképezés segítségével egyszerűbbé vált a változócsillagok azonosítása.
A General Catalogue of Variable Stars 2008-ban több, mint 46 000 változócsillagot tartalmazott a Tejútrendszerben, több, mint 10 000-et más galaxisokban, és több, mint több, mint 10 000 gyaníthatóan változócsillagot.

## A változóság igazolása

### Megfigyelések

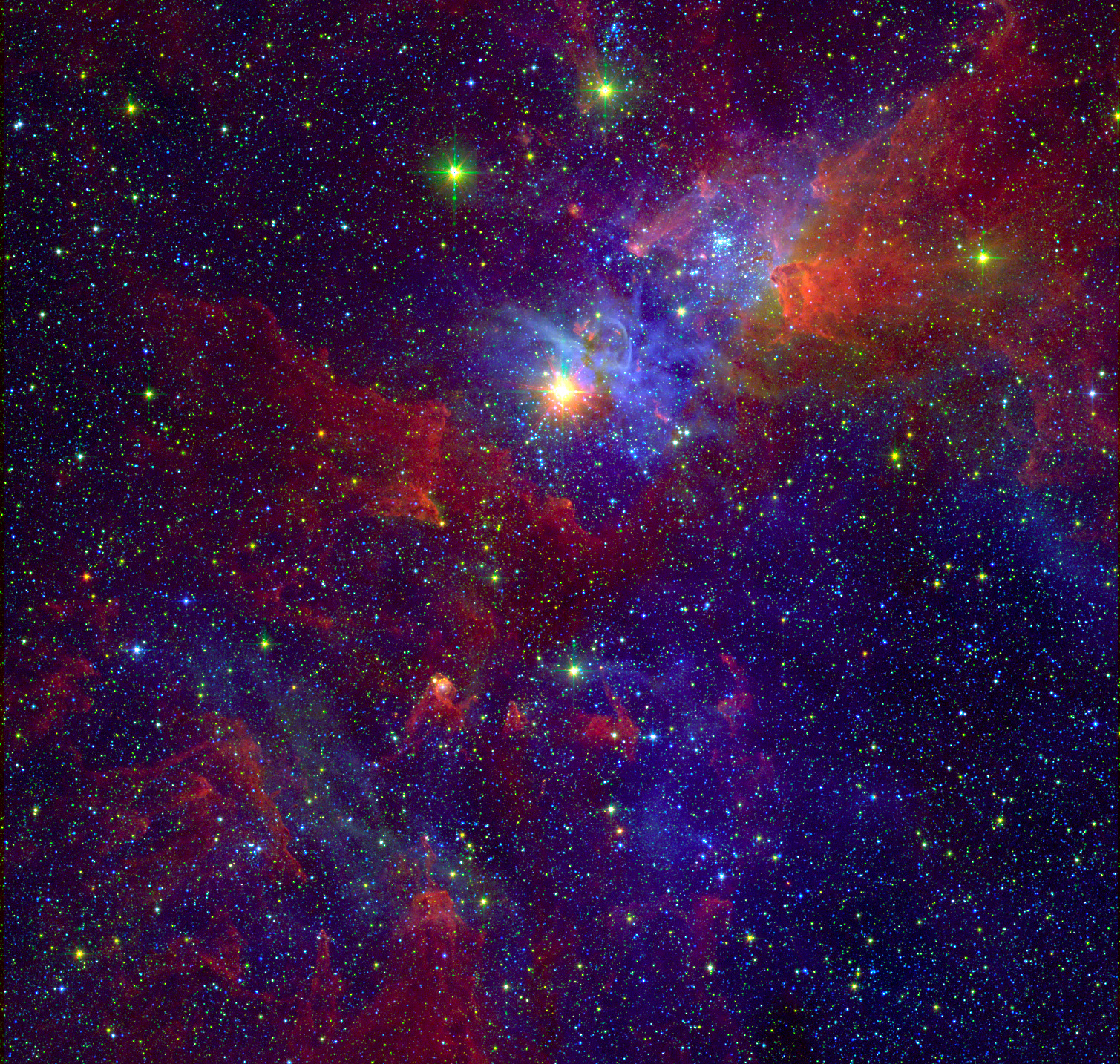
Az Eta Carinae fotogenikus változócsillag a Carina Nebula ködben

A változóság leggyakoribb fajtái a fényesség változásában nyilvánulnak meg, de előfordulnak más változások is, mint a spektrumon. A fényességi görbét kombinálva a spektrum változásával a csillagászok gyakran a változóság okát is megtalálják.
A csillagokat fotometriával, spektrofotometriával és spektroszkópiával elemzik. A fényességbeli változásokat fénygörbeként rajzolják fel. Szabályos változók esetén a változás periódusa és amplitúdója könnyen meghatározható; sok csillag esetén azonban ezek változnak a csillag élete során, akár két periódus között is. A fényességbeli csúcsok a maximumok, a leghalványabb időpontok a minimumok.
Még amatőrcsillagászok is hozzájárulhatnak a kutatásokhoz azzal, hogy a csillagot összehasonlítják az ugyanabban a teleszkópos látómezőben levő többi csillaggal, melyek fényessége ismert és állandó. A megfigyelés időpontjának és a csillag fényességének feljegyzése alapján vizuális fénygörbe alkotható. Az American Association of Variable Star Observers világszerte gyűjti ezeket az adatokat, melyeket megoszt a világ kutatóival.
A fénygörbe alapján választ kaphatunk ezekre a kérdésekre:
- a fényesség változása periodikus, félperiodikus, szabálytalasn, vagy egyedi?
- mi a fényesség változásának periódusa?
- milyen a fénygörbe alakja: szimmetrikus-e, szögletes vagy sima, ciklusonként egy vagy több minimum van-e, és hasonlók

A spektrum elemzésével a következőkre kapható válasz:
- mi a csillag típusa, mi a hőmérséklete, fényességi osztálya
- egyedi csillag, vagy kettőscsillag
- változik-e a spektrum idővel (például a hőmérséklet periodikus változásával)
- a fényességbeli változás a spektrumnak csak egy részét érinti-e (például a látható fény tartományában marad-e)
- a spektrumvonalak hullámhosszai ezekre a mozgáspontokra tolódnak-e (például periodikus növekedés és összehúzódás, forgás vagy egy kiterjedő gázmező miatt)
- az erős mágneses mezők nyomot hagynak a spektrumon
- abnormális kibocsátási vagy elnyelési vonalak jelezhetnek forró csillaglégkört, vagy a csillagot körülvevő gázfelhőket

Néhány esetben készíthető kép a csillag lemezéről. Ezek sötétebb foltokat mutathatnak a csillag felszínén.

### A megfigyelések elemzése
A fényességi görbe és a spektrum kombinálásával utalásokat nyerhetünk a csillagban előforduló változásokra. Például pulzáló csillagra utal a spektrum eltolódása, mivel felszíne felénk mozog vagy távolodik, ugyanazzal a frekvenciával, mint ahogy a fényessége változik.
A változócsillagok úgy kétharmada pulzáló. Az 1930-as években Arthur Stanley Eddington megmutatta, hogy egy csillag belsejét leíró matematikai egyenletek olyan instabilitást hozhatnak létre, amitől a csillag pulzálni kezd. Az instabilitás leggyakoribb típusa kapcsolatban áll a csillag külső, konvektív rétegeinek ionizációjának fokával.
Ha egy csillag kitágul, akkor külső rétegei kiterjeszkednek, amitől lehűl. A hűlés miatt az ionizáció is csökken. A gáz átlátszóbbá válik, így a csillag akadálytalanabbul tudja energiáját kisugározni. Ezért a csillag elkezd összehúzódni. A gáz összenyomódása miatt felmelegszik, és az ionizáció is erősebbé válik. A csillag sugárzásának nagyobb részét fogja fel a gáz, ettől tovább melegszik, ezért a csillag újra kitágul. Ez a ciklus hosszabb távon is fennáll.
A cepheidák pulzálását a hélium ionizációjának oszcillációja hajtja meg.

## Nevezéktanuk
Az első változócsillagot az adott csillagképben az R betűvel jelölték, majd S, T, … Z. Ez csillagképenként 9 változócsillagot engedett meg. Hamar kiderült, hogy ennyi nem elegendő. Ekkor betűpárral kezdték a változókat jelölni, továbbra is az R-től indulva: RR, …, RZ, SS, … SZ, … ZZ. Ez 57 lehetséges jelölését adja a változóknak, a ZZ után pedig elkezdték az abc elején lévő betűket is felhasználni (AA-QZ) úgy, hogy a J-t kihagyták (mert összekeverhető az I-vel), és mindig az abc-ben előbb lévő betűt írták előre. (Olyan, hogy RA nincs, csak AR.) Ezzel a kacifántos jelölésrendszerrel is csupán 334 csillagot tudtak jelölni, a további változókat – a bonyolításokat elkerülendő – V után írt számmal jelzik. V335-…
A legfényesebb változócsillagok viszont megtartották a görög betű-jelüket. pl: δ Cep.

## Osztályozásuk
A változócsillagokat változóságuk oka szerint osztályozzák:
- Belső változók: a változást belső tényezők okozzák. Három alcsoportra osztható:
  - Pulzáló változók, kitágulnak és összehúzódnak, természetes fejlődési és öregedési folyamataik miatt
  - Kitörő változók, felszíni kitörésekkel, flare-ekkel vagy anyagkidobódásokkal
  - Kataklizmatikus vagy explozív változók, kataklizmatikus változásokon átmenő csillagok, mint nóvák és szupernóvák
- Külső változók: a változóság oka külső tényező, mint fedések és a csillag forgása.
  - Fedési változók, kettőscsillagok, ahogy a Földről látható, az egyik vagy a másik csillag időnként kitakarja a másikat, akkor a kettős kevésbé fényes
  - Forgó változók, ahol a változást a forgás okozza. A csillag napfoltjai lehetnek egyenetlen eloszlásúak, vagy a gyors forgás miatt ellipszoid alakot vesznek fel

Mindezek a csoportok tovább oszthatók, melyeket prototípusokról neveznek el. Például a törpe novákat U Geminorum csillagoknak nevezik az elsőként felfedezett ilyen típusú csillagról.

## A változócsillagok típusai

### Eruptív változók
Az eruptív változók szabálytalan vagy félszabályos fényességváltozást mutatnak amiatt, hogy a csillag anyagot veszít vagy anyagot szív magához. Az elnevezés ellenére nincsenek explozív események.

#### Protocsillagok (fősorozat előtti változók)
A protocsillagok fiatal objektumok, ahol a gázköd még nem húzódott össze annyira, hogy a csillag felkerüljön a fősorozatra, azaz beinduljon bennük a fúzió. Energiaforrásuk az összehúzódásból adódik. A legtöbb protocsillag fényességváltozása szabálytalan.

##### Herbig Ae/Be csillagok

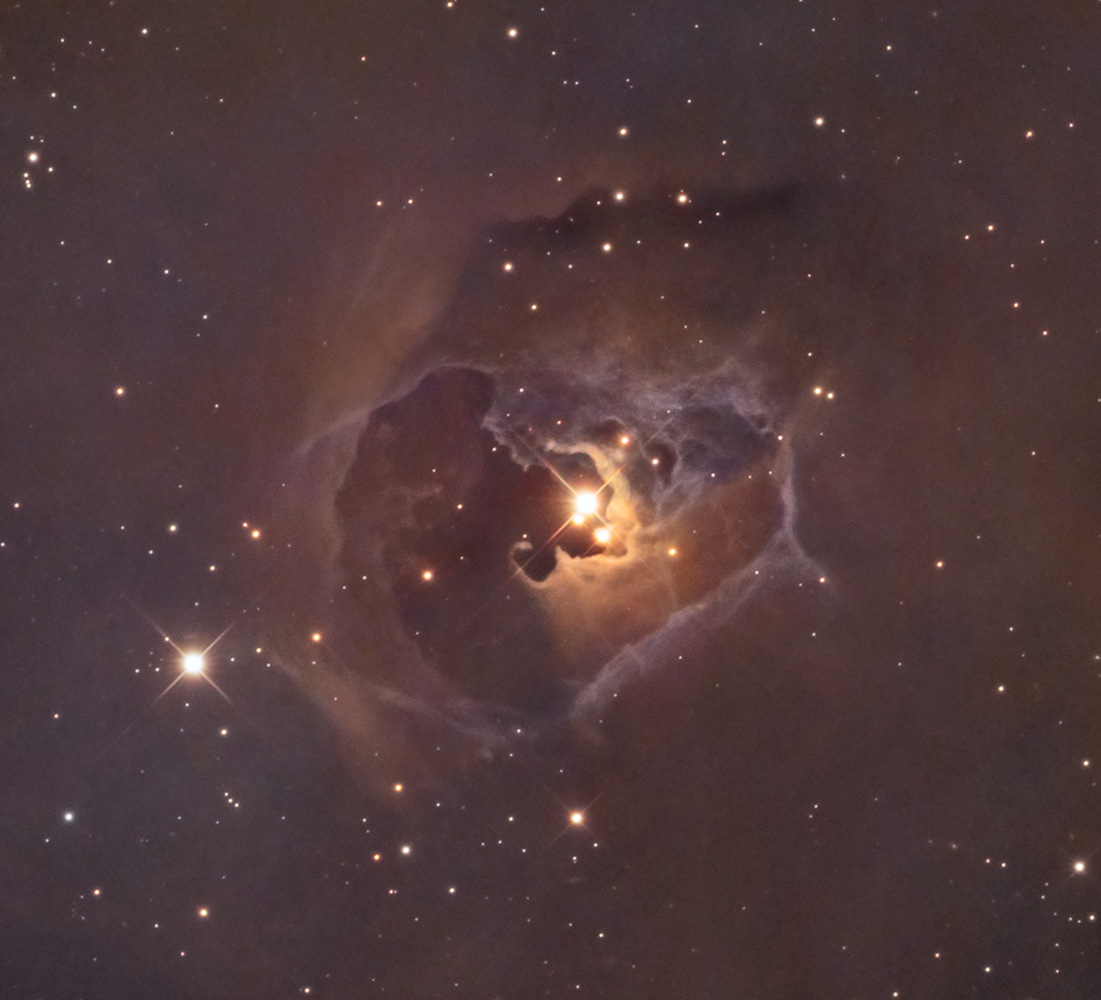
A V1025 Tauri Herbig Ae/Be csillag

A Herbig Ae/Be csillagok fiatal, még kontrakciós fázisban levő, 2-8 naptömegű csillagok a kalcium és a hidrogén kibocsátási vonalaival. Változóságukat a csillag körül forgó korongban levő gázködök okozzák.

##### FU Orionis típusú változók (FU ORI)
A FU Orionis típusú változók tükröző ködökben helyezkednek el. Spektrális típusuk A-tól G-ig terjed. Lehet, hogy a T tauri típusú csillagok fejlődésének egy szakasza. Fényességük 6 magnitúdóval nő, amelyet az állandó fényesség hosszú szakasza követ. Ezután néhány év alatt körülbelül két magnitúdót halványulnak. Például a V1057 Cygni 11 év alatt 2,5 magnitúdót halványult. 

##### Orion-változók

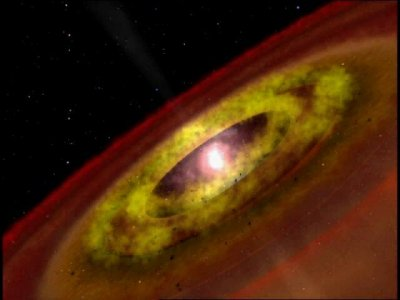
Rajz egy T Tauri csillagot körüli akkréciós korongról

Az Orion változók fiatal, forró fősorozat előtti csillagok, rendszerint ködbe burkolózva. Szabálytalan periódusúak, különböző magnitúdójú amplitúdókkal. Egy altípusa a T Tauri változók, melyek változását foltok és a csillag körül forgó ködök okozzák.
- IN: korai (B vagy A) színképosztályúak
- INB
- INT: T Tauri típusú Orion-változók
- IN(YY)

#### Fősorozati változók

##### Wolf–Rayet-csillagok

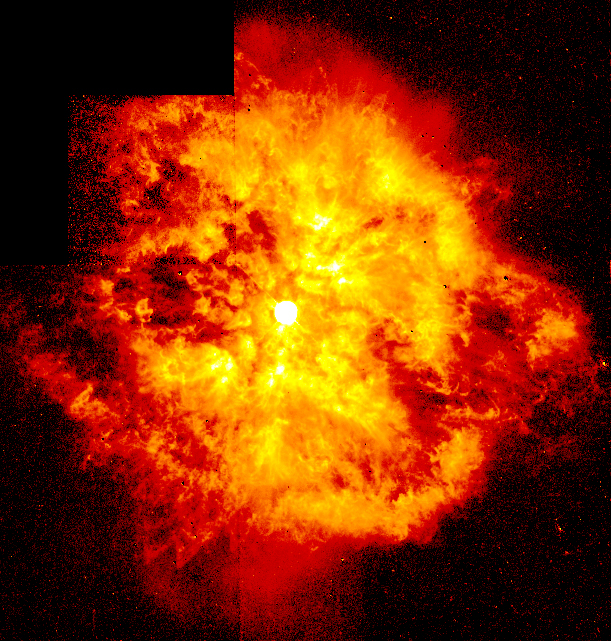
A WR 124 Wolf–Rayet-csillagot körülvevő M1-67 köd (Hubble-űrtávcső felvétele)

A Wolf–Rayet-csillagok az O típusú csillagokhoz hasonlítanak, de színképükben a hidrogén és az ionizált hélium széles vonalai dominánsak. Viszont ugyanakkor megtalálhatók a C, N és az O abszorpciós vonalai is. Felszíni hőmérsékletük 70 000 K fölötti. A napjainkban elfogadott elméletek szerint ezek a csillagok kettős rendszerek tagjai, ahol a kísérő Wolf–Rayet-komponens külső rétegeit „elszippantotta”. Így az észlelt színkép inkább a már jóval fejlettebb belső részeket jellemzi (C, N, O vonalak), mint a normál csillagfelszínt. A spektrumban mutatkozó széles vonalak a csillagtól távolodó nagy sebességű gázáramban keletkeznek. Színképük domináns spektrumvonalai alapján további három alosztályba sorolhatóak (WC: szénben gazdagok, WN: nitrogénben gazdagok, WO: oxigénben gazdagok). Wolf–Rayet-csillagok a Gamma Velorum A (WC), WR 124 (WN) és a WR93B (WO-típusú) objektumok.

##### Flercsillagok
Fősorozati csillagoknál ritka a nagyobb eruptív változás, azonban gyakori a flercsillagoknál, melyeket neveznek úgy is, mint UV Ceti változók. Ezek nagyon halvány fősorozati változók, melyek szabályos flare-eken mennek keresztül. Néhány másodperc alatt két magnitúdót fényesednek, majd fél órán belül visszahalványodnak. Több közeli vörös törpe flercsillag, köztük a Proxima Centauri és a Wolf 359. 

#### Óriások és szuperóriások
Nagy csillagok, melyek könnyen veszítenek anyagot; emiatt az óriáscsillagok gyakran változócsillagok is, tömegvesztés és kitörés miatt. 

##### Fényes kék változók
Úgy is, mint S Doradus változók, a legfényesebb ismert ilyen osztályú csillagok. Ide tartoznak az η Carinae és a P Cygni hiperóriások. Állandón nagy tömegeket veszítenek, de többéves ciklusú belső pulzálásaik hatására túllépik az Eddington-határt, ami miatt a tömegvesztés nagymértékben megugrik. A látható fény tartományában kifényesednek, ám teljes fényességük megmarad. A hirtelen tömegvesztések miatt szupernóva imposztoroknak is nevezik őket.

##### Sárga hiperóriások
Ezek a masszív kifejlett csillagok az instabilitási sáv fölött helyezkednek el. Lassú, de néha erős fotometrikus és spektroszkopikus változásokon mennek át, mivel nagy tömegeket veszítenek és alkalmanként kitöréseket is produkálnak. A legjobb ismert példa a Rho Cassiopeiae.

##### Gamma Cassiopeiae változók (G CAS)
A Gamma Cassiopeiae változók nem szuperóriás, gyorsan forgó B osztályú csillagok, melyek szabálytalanul változnak 1,5 magnitúdó fényességet. Ennek az az oka, hogy a gyorsa forgás miatt anyag áramlik ki belőlük az egyenlítőjüknél.

##### R Coronae Borealis változók (RCB)
Annak ellenére, hogy eruptívként vannak kategorizálva, nem mennek át periodikus kifényesedéseken és halványulásokon. Ehelyett idejük legnagyobb részét legnagyobb fényességükön töltik, de szabálytalan időközönként elhalványulnak 1–9 magnitúdót, majd hónapok, illetve évek alatt visszafényesednek. Fényességük alapján a sárga órjásokként osztályozzák őket, habár valójűában post-AGB típusúak, de vannak közöttük vörös, illetve kék R CrB típusú csillagok is. Típuscsillaguk az R Coronae Borealis; egyik alosztályuk a DY Persei változók, amelyek periodikusan változnak kitöréseik mellett.

#### Eruptív kettőscsillagok

##### RS Canum Venaticorum változók
Az RS Canum Venaticorum változók egymáshoz közeli csillagok, nagyon aktív kromoszférával, flare-ökkel és nagy napfoltokkal. A változás periódusa néhány naptól néhány évig terjed,a keringési, fedési idők, illetve a napfolt aktivitás miatt.  

### Kataklizmikus változók
Olyan kitöréseket mutató csillagok, amelyeknél a felszín közelében (nóvák) vagy a csillag belsejében (szupernóvák) lezajló termonukleáris folyamatok okozzák a változásokat. A nóvaszerű változóknál szintén kitörések figyelhetők meg, de ott a kitörés energiája gyorsan eloszlik a környezetben (törpe nóvák), vagy pedig a színképük hasonlít az explozív változók minimumbeli jellemzőihez.
| AM     | AM Herculis típusú változók |
| N      | nóvák |
| NA     | igen gyors, gyors, és középgyors nóvák. Abszolút fényességük – 8; – 7,2 ill. – 6,5 magnitúdó. A 3 magnitúdós fényességcsökkenés időtartama 100 napnál rövidebb |
| NB     | lassú nóvák |
| NC     | nagyon lassan fejlődő nóvák |
| NL, NE | nóvaszerű változók |
| NR     | visszatérő nóvák |
| SN     | szupernóvák |
| SN I   | I. típusú szupernóvák |
| SN II  | II. típusú szupernóvák |
| UG     | U Geminorum típusú változók |
| UGSS   | SS Cygni típusú változók |
| UGSU   | SU Ursae Maioris típusú változók |
| UGWZ   | WZ Sagittae típusú törpenóvák |
| UGZ    | Z Camelopardalis típusú csillagok |
| ZAND   | Z Andromedae típusú szimbiotikus változók |

#### Nóvák
Szoros kettősök, amelyek pár nap alatt 7-19 magnitúdót is felfényesednek, majd fokozatosan visszahalványodnak eredeti állapotukba. A szupernóvák akár 20 magnitúdót is felfényesedhetnek, a csillag szerkezete ennek során teljesen megváltozik, akár teljesen meg is semmisülhet.

#### Törpenóvák
Standard gyertyának használják őket távolságméréshez.
- SU Ursae Majoris
- U Geminorum: Ezek a csillagok állandó kitöréseket mutatnak, melyek nagysága néhány magnitúdó. A kitörések gyakorisága annál nagyobb, minél kisebb az amplitúdója. Az U Geminorum típusú csillagok nagy része kettőscsillag.
- Z Camelopardalis

#### Szupernóvák
Szupernóva kitöréskor a csillag fényessége mintegy 19 magnitúdóval emelkedik. Abszolút fényességük a Nap fényességének több milliárdszorosa lehet. Egy extragalaxisbeli szupernóva fényessége megközelítheti a Tejútrendszer összes csillagának együttes fényességét. A Tejútrendszeren kívül megfigyelt szupernóvák tanulmányozása alapján két nagy csoportba sorolhatjuk őket.
- I. típus: abszolút magnitúdójuk a maximumban -16,3+0,3
- II. típus: abszolút magnitúdójuk a maximumban -18,7+0,3

#### Fényes vörös nóvák

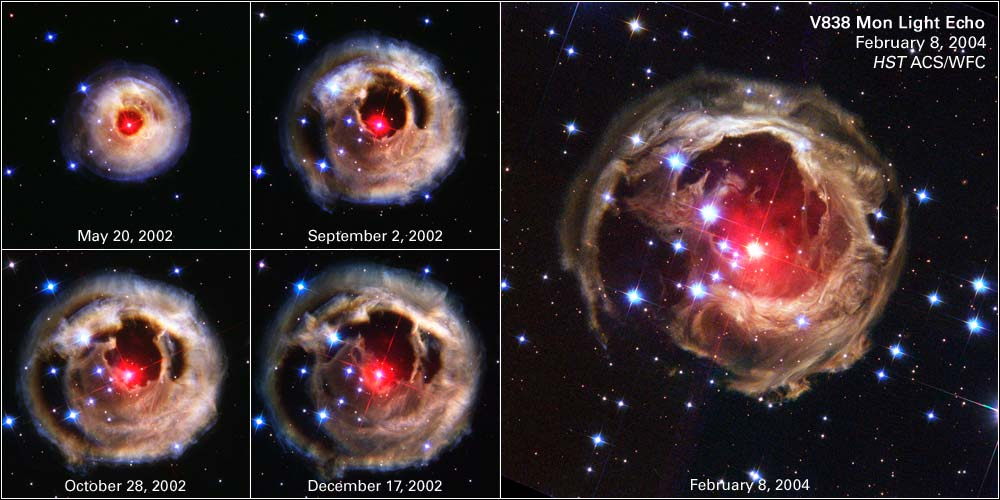
A V838 Monocerotis fényechójának terjedését mutató képek

A fényes vörös nóvák két csillag összeolvadásakor alakulnak ki. Semmi közük sincs a klasszikus nóvákhoz. Karakterisztikus vörös fény és a kezdeti kitörést követő lassú elhalványulás jellemzi őket.

#### DQ Herculis típusú változók
A DQ Herculis rendszerek interaktív kettősök, ahol egy erősen mágneses fehér törpe anyagot szív el egy kisebb csillagtól. A fehér törpe forgásideje szignifikánsan rövidebb, mint a kettős keringési ideje. Néha fotometriával periódus látható. Az akkréciós korong belső területeit a fehér törpe mágneses mezeje formálja, mivel ill a beáramló anyag a mágneses erővonalakat követi. Extrém esetben az akkréciós korong nem is rendeződik korong formába.

#### AM Herculis változók
A fehér törpe mágneses mezője olyan erős, hogy szinkronizálja a csillag forgását a keringési periódusával a kettősben. A beáramló anyag nem korong formát vesz fel, hanem a mágneses erővonalak mentén rendeződik el, és a fehér törpe felszínét mágneses pólusban éri el. A változás akár több magnitúdót is elérhet a ciklotronsugárzás miatt.

#### Z Andromedae változók
Ezek a szimbiotikus rendszerek egy vörös óriásból és egy gázokba és ködökbe burkolózó forró kék csillagból állnak. Nóvaszerű kitöréseik 4 magnitúdót érnek el. Prototípusuk a Z Andromedae.

#### AM CVn változók
Az AM CVn változók szimbiotikus kettősök, ahol egy fehér törpe héliumban gazdag anyagot szív el a kettős egy másik tagjától, egy másik fehér törpétől, egy héliumcsillagtól, vagy egy kifejlett fősorozati csillagtól. Gyors és komplex változásokon mehetnek át.

### Pulzáló változók

Belső tényezők miatt változó csillagok a Hertzsprung–Russell diagramon

A Hertzsprung-Russell diagramon az instabilitási sávban helyezkednek el. A pulzáló változócsillagok többségének periodikusan nő illetve csökken a felülete, és ezzel együtt a fényessége. Két fő típusba sorolhatóak:
cepheidák és cepheida-típusú változócsillagok: periódusidejük rövid, néhány naptól néhány hónapig terjed, fényességváltozásuk igen szabályos. Hosszú periódusú változók: periódusuk hosszabb, rendszerint egy év, amiben többnyire szabálytalanságok mutatkoznak. A pulzáló változók között kis számmal akadnak olyan csillagok is, amelyek nem radiális pulzálnak.
| L   | lassú, szabálytalan változók |
| LB  | szabálytalan szuperóriás változók, késői színképtípusúak. |
| LC  | lassú szabálytalan változók, késői (K, M C, S) színképtípusúak |
| M   | Mira Ceti típusú változók: jelentős többségük egy év körüli periódusú, és 5 magnitúdónál is nagyobb amplitúdóval rendelkezik. A pulzáló változók legnagyobb létszámú csoportja. |
| RVA | RV Tauri változók |
| RVB | RV Tauri változók |
| SR  | Félszabályos változók |
| SRA | félszabályos, késői (M, C, S vagy Me, Ce, Se) színképosztályú óriások |
| SRB | félszabályos, késői (M, C, S vagy Me, Ce, Se) színképosztályú óriások |
| SRC | félszabályos, késői (M, C, S vagy Me, Ce, Se) színképosztályú szuperóriások |
| SRD | félszabályos óriások és szuperóriások |

#### Cepheida-típusú változók
Ebbe a csoportba különböző típusú pulzáló csillagok találhatók az instabilitási sávon. Ezek a csillagok kiterjednek és összehúzódnak, a csillag saját tömegrezonanciája alapján, és általában a fundamentális frekvenciával. A kappa-mechanizmus alapján ezeket cepheida-típusú pulzációnak nevezzük. Az instabilitási sávon minden alcsoportnál összefügg a periódus és az abszolút fényesség. Ezt a kapcsolatot először Henrietta Leavitt fedezte fel a Delta Cepheidáknál; így ezek a fényes cepheidák használhatók távolságmérésre a lokális csoportban és még távolabb. Edwin Hubble ezzel a módszerrel bizonyította, hogy a spirális ködök valójában távoli galaxisok.
A Cepheidák a Delta Cephei után kapták nevüket. A változócsillagok egy másik osztályát a Beta Cephei.ről nevezték el.

##### Delta cephei változók
A cefeidák pulzáló változócsillagok, fő képviselőjük a δ Cephei. F vagy K színképosztályba sorolhatóak, periódusidejük 1 és 50 nap közötti. Nem túl gyakori változótípus. Fényességváltozásuk amplitúdója 0,4 és 1,7 magnitúdó közötti. Fénygörbéjüknek a minimumtól maximumig terjedő szakasza (ún. felszállóág) többnyire rövidebb, mint a leszállóág. A csillag felszínének hőmérséklete a periódus maximuma idején 1000 kelvinnel magasabb, mint minimum idején. A csillag sugarának változása 4-20% közötti, ami a radiális sebességváltozásokból számítható ki. A csillag sugarának legnagyobb méretét a leszállóágnál, legkisebb méretét pedig a felszállóágnál éri el.
A cefeidákat egymás alá rendezve a fénygörbék speciális fényváltozást mutatnak. Kb. 6-7 napos periódusnál megjelenik egy "hupli" a görbén, majd fokozatosan eltolódik. Fázisa arányos a csillag tömegével. Ez a Hertzsprung-progresszió.
A cefeidák legfontosabb tulajdonsága, hogy pulzációs periódusuk és abszolút fényességük között szoros összefüggés mutatkozik. Ezt a relációt Henrietta Leavitt amerikai csillagász fedezte fel a XX. század elején. Mivel a periódus jól mérhető, ezért a cefeidák abszolút fényessége ismert, így kiválóan alkalmasak standard gyertyának, azaz távolságuk biztosan számítható a látszó és abszolút fényességükből. A távolságmérési módszer nagy távolságok megállapítására (extragalaxisok) is alkalmas.
A cefeidák további két alcsoportba sorolhatóak; a két csoport a W Virginis-típusú csillagok és a klasszikus cefeidák (I. populációs csillagok).

##### W Virginis típusú változók
Ezek a csillagok nagyon hasonlítanak a klasszikus cepheidákhoz, de ellentétben velük a II. populációhoz tartoznak, alacsonyabb a fémtartalmuk és ezért valamivel különbözik a rájuk vonatkozó periódus-fényesség reláció.

##### RR Lyrae típusú változócsillagok
Az RR Lyrae típusú változók, vagy más néven gömbhalmazváltozók másfél napnál rövidebb periódust mutató pulzáló változócsillagok. Nevüket a Lyra csillagképbeli RR változó után kapták. Gyakran standard gyertyaként használják őket Tejútrendszeren belüli objektumok távolságának meghatározására. Előfordulásuk gyakoribb, mint a cepheidáké. Sárgásfehér színűek, abszolút magnitúdójuk 0 körül van. A Hertzsprung-Russell diagramon a horizontális ágon helyezkednek el, tömegük nagyjából fél naptömeg. Pulzációs változásaik alapján hasonlítanak a cefeida változóktól, de ugyanakkor számos tulajdonságuk eltér azoktól. Általában gömbhalmazokban fordulnak elő, ezért halmazváltozóknak is nevezik őket. Periódusváltozásuk tipikusan egy napnál rövidebb, néha kevesebb, mint 8-9 óra. Abszolút fényességük jóval kisebb, mint a cepheidáké, és külön periódus-fényesség reláció vonatkozik rájuk. Nagyon érdekes, hogy az RR Lyrae típusú változócsillagok között van néhány olyan is, amelynek a fényességváltozása nem periodikus, a fénygörbe amplitúdója viszont szabályosan változik. Ezt a jelenséget Blasko-effektusnak nevezzük. A spektroszkópiai megfigyelések arra következtettek, hogy ezeknek a csillagoknak a színképe is változik. A változás legérdekesebb jellegzetessége az, hogy az abszorpciós (elnyelési) színképvonalak egy fix helyzet körül a csillag fényességváltozásával megegyező ütemben hol jobbra, hol balra tolódnak el. Mivel az RR Lyrae csillagok esetében a kettősség kizárt, ezért a Doppler-eltolódást a csillag felületének mozgásával magyarázzák. Az égitest időnként felfúvódik, majd összehúzódik.
Az RR Lyrae-ken belül megkülönböztetünk két típust.
- RR_ab : Ezek nagyobb amplitúdóval rendelkeznek, periódusváltozásuk nagyobb mint 0,3nap, és a fénygörbéjük nagy aszimmetriát mutat.És csak alapmódusban rezegnek. pl.: RR Lyr, RX Leo
- RR_c : Kisebb amplitúdó, kb 0,3 napos periódus, és nagyfokú szimmetria jellemzi. Az alapmóduson kívül még az első felhangban is rezeghetnek. pl.: RZ Cep

Blazsko-effektust csak az RR_ab -k mutatnak.
Tekintve, hogy az RR Lyrae-k abszolút fényessége 0 magnitúdó körüli, ezért a cepheidákhoz hasonlóan alkalmasak távolságmeghatározásra közeli (galaxisbeli) objektumok esetén.

##### Delta Scuti típusú változócsillagok
Pulzációs ill. fényességváltozási periódusuk igen rövid, 1 óra körüli. Tulajdonságaikban az RR Lyrae csillagokra hasonlítanak. Periódusváltozásukban gyakran több felharmonikus figyelhető meg, amelyek kombinációja egy különösen összetett fénygörbét eredményez. A tipikus Delta Scuti csillag fényességváltozásának amplitúdója 0,003 – 0,9 magnitúdó. Színképtípusuk rendszerint AO és F5 közötti.

##### SX Phoenicis típusú változók
Ezek a csillagok A2 és F5 közötti színképtípusúak, hasonlítanak a δ Scuti változócsillagokhoz, többnyire gömbhalmazokban fordulnak elő. Fényességingadozásuk 0,7 magnitúdó, periódusidejük rendszerint 1-2 óra.

#### Gyorsan oszcilláló Ap változók
Többnyire fősorozati A, de néha F0 típusú csillagok, a δ Scuti altípusa. Néhány perces periódussal változnak akár több ezrednyi magnitúdót.

#### Kékesfehér változók korai spektrummal
Kékesfehér csillagok, korai (O vagy B) színképtípussal, gyakran óriások kis fényességváltozással és rövid periódussal.

##### Béta Cephei típusú változók
β (béta) Cephei változók (vagy Béta Canis Majoris változók, ahogy általában Európában nevezik őket). Pulzációs periódusuk rövid, rendszerint 0,1 – 0,6 nap, amplitúdójuk 0,01 – 0,3 magnitúdó.A fényességváltozásuk szabályos periódust követ, a fényerő a legkisebb átmérő elérésekor a legnagyobb.

#### Lassan pulzáló B típusú csillagok
Forró fősorozati csillagok, kevésbé fényesek, mint a Beta Cephei csillagok, hosszabb periódusokkal és nagyobb amplitúdókkal.

#### Nagyon gyorsan pulzáló forró (szubtörpe) vörös csillagok
Prototípusuk a V361 Hydrae, egy 15 magnitúdójú szubtörpe B csillag. Néhány perces periódussal pulzálnak, és egyszerre több periódussal is pulzálhatnak. Több század magnitúdónyit pulzálnak. A GCVS az RPHS rövidítést adta nekik. Úgy is nevezik őket, mint p-módú pulzátorok.

##### PV Telescopii típusú változók
A változócsillagok ezen osztálya hélium-szuperóriás, periódusidejük 0,1-től 1 napig terjed, fényességváltozásuk amplitúdója átlagosan 0,1 magnitúdó.

#### Hosszú periódusú és félszabályos változók
Ennek a változócsoportnak a tagjai vörös óriáscsillagok, periódusidejük néhány héttől néhány évig terjed. Ez a periódusidő azonban nem állandó, ciklusról ciklusra változik.

##### Mira típusú változók

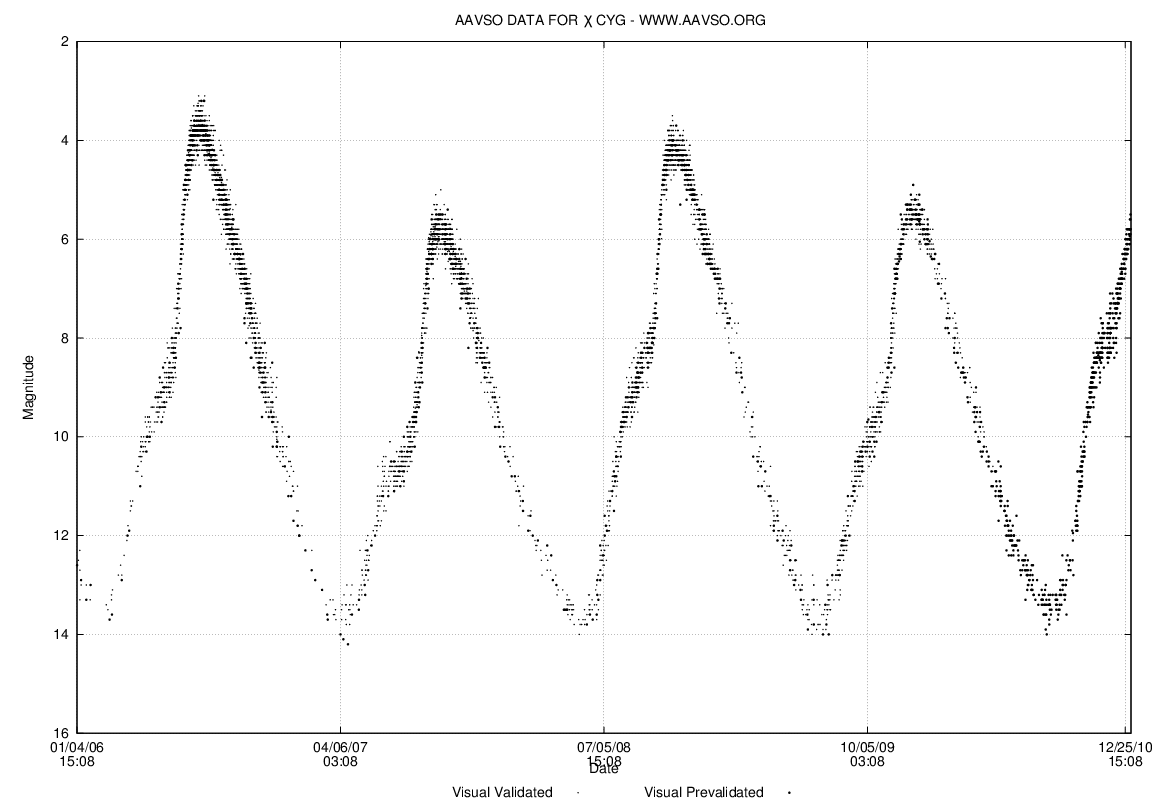
Az χ Cygni Mira típusú változócsillag fénygörbéje

A Mira változók nagyon hideg vörös szuperóriások, pulzációs idejük rendkívül hosszú. Hónapokig tartó halványulás után fényesednek 2,5 – 11 magnitúdót. A típuscsillag Mira 2 magnitúdónyit halványul körülbelül 332 nap alatt. A hatalmas látható magnitúdóváltozásokat a csillag felszíni hőmérsékletének változása magyarázza, ahol is a színkép a látható és az infravörös tartomány között mozdul el. Néhány Mira típusú változó évtizedeken át drámai változásokon megy át, ami azonban az AGB típusú változókra jellemző.

##### Félszabályos változók
A félszabályos (szemireguláris) változók rendszerint vörös szuperóriások. A félszabályos változókra legjobb példa a Betelgeuze, ami 0,2 – 1,2 magnitúdójú fényességváltozást mutat.
Három típust különböztetünk meg:
SRa: A mirákhoz hasonló, csak kisebb amplitúdó és szabálytalanabb periódus jellemzi. 1990-ig 1200db volt ismert belőlük, leggyakoribbak közöttük az M színképtípusúak.
SRb: Nagyon erősen változó fénygörbéjük van, periódusuk több ciklus szuperpolálódásából jön létre. 1990-ig kb. 700 db volt ismert, viszont tekintve, hogy ezek észrevétele lényegesen nehezebb, a valóságban vélhetően ebből a típusból van több.
SRc: M színképtípusú extrém fényes szuperóriások. Kis amplitúdó és rövid periódus jellemzi őket. Kb. 40 db ismert ebből a típusból, és valószínűleg ez az összes (igen ritka). Főleg nyílthalmazokban fordulnak elő.

##### RV Tauri típusú változók
Nevüket az RV Tauri változócsillagról kapták, aminek +9,8 és +13,3 magnitúdó közötti a fényességváltozása, periódusideje 78,7 nap. Periódusuk 50-150 nap, amiből arra következtethetünk, hogy átmenetet képeznek a delta Cephei és a Mira típusú változók között. (Ugyanaz a mechanizmus gerjeszti őket, mint a cefeidákat. Ezt a H- és He-ionizáció okozza. )A HRD-n való elhelyezkedésük viszont nem erre utal. Fejlődésükre több elméletet dolgoztak ki, egyik szerint az AGB-ről a fehér törpe állapotba (planetáris köddé) fejlődés fázisa. Többnyire a koronghoz közeli csillagpopulációban fordulnak elő. Fényességváltozásuk nem teljesen szabályos. Fénygörbéjük nagyon jellegzetes: főminimumaik között mindig egy kisebb, mellékminimum található. F színképosztályba sorolhatók. Fényesség görbéjük jellemzői alapján két fotometriai alosztályba sorolhatóak (RVa: állandó középmagnitúdó; RVb: változó középmagnitúdó. Jellegzetességük, hogy legtöbbjük porkorongokat dob le, ami IR-többlet sugárzást eredményez (IRAS felvételek). A porburok ledobása szakaszokban történik, legtöbbjük 500 éves nagyságrenddel ezelőtt dobta le. Azonosításuk a fénygörbe és a spektrális tulajdonságaik alapján történik. (Több ilyen felfedezett objektumról utólag derült ki, hogy nem RV Tauri.)

##### Gamma Doradus változók
A Gamma Doradus (γ Dor) változók nem radiálisan pulzáló fősorozati csillagok F-től a kései A-ig terjedő spektrális osaztállyal. Periódusidejük egy nap körüli, és amplitúdójuk 0,1 magnitúdó.

#### Lassú irreguláris változók
Vörös óriások vagy szuperóriások, rövid vagy nem felismerhető periódussal. Egyesek ritkán tanulmányozott félszabályos változók, gyakran több periódussal; míg mások kaotikusak.

#### Hosszú másodlagos periódusidejű változók
Vörös óriások és szuperóriások, melyek több száz vagy ezer napon át változásokat mutatnak. A fényesség több magnitúdónyit változhat, de nem minden esetben. Erre a változásra több gyors elsődleges változás rakódik. Ezen változások okát többnyire nem ismerik, gyakran pulzációként, forgásként vagy kettősként írják le.

#### Nem radiális pulzációt mutató csillagok

##### Alfa Cygni változók
Prototípusuk a Hattyú csillagképbeli Deneb. Nem radiális pulzáló szuperóriások, színképosztályuk Bep – AepIa. Periódusváltozásuk időtartama néhány naptól néhány hétig terjed, a fényességváltozás amplitúdója tipikusan 0,1 magnitúdó körüli. Fényességváltozásuk szabálytalan. A fényesség változása több periódusból rakódik össze.

##### Pulzáló fehér törpék
Nem radiálisan pulzáló csillagok, periódusidejük több száz, vagy több ezer másodperc. A fényesség változása 0,001 – 0,2 magnitúdó. Ismert példái a DAV vagy a ZZ Ceti, hidrogén által dominált légkörrel és DA spektrális típussal; DBV, vagy V777 Her csillagok, hélium által dominált légkörrel és DB spektrális típussal; és GW Vir csillagok, melyek légkörét hélium, oxigén és szén uralja. A GW Vir csillagok tovább oszthatók DOV és PNNV csillagokra.

##### Napszerű oszcillációk
Napunk nagyon kis amplitúdóval sokféle módon oszcillál 5 percnél rövidebb periódussal. Ezeket az oszcillációkat a helioszeizmológia vizsgálja. A Nap oszcillációját a külső rétegek konvekciója sztochasztikusan hajtja. A napszerű oszcilláció kifejezés írja le más csillagok hasonlóan működő oszcillációját is. Ezeknek a tanulmányozása az aszteroszeizmológia egyik fő aktív kutatási területe.

##### BLAP pulzálók
A BLAP az angol Blue Large-Amplitude Pulsator név rövidítése (nagy amplitúdójú kék pulzátor). Jellemző periódusa 20-40 perc, amplitúdója 0,2 – 0,4 magnitúdó.

##### Gyorsan pulzáló sárga szuperóriások
Fényes sárga szuperóriások, egy napnál gyorsabb pulzációval. Úgy gondolják, hogy vörös szuperóriásokból jöttek létre, de a pulzálások oka ismeretlen. A típust TESS megfigyelések alapján 2020-ban fedezték fel.

##### ZZ Ceti típusú változók
Nemradiális pulzáló változók rövid periódusidővel (0,5 – 25 perc). Fényességváltozásuk nagyon kicsi, 0,001 – 0,2 magnitúdó. A ZZ Ceti fehér törpéket DA fehér törpe változóknak, vagy röviden DAV fehér törpéknek is nevezzük.

### Forgó változócsillagok
Előfordul, hogy egy csillag napfoltjai szabálytanul helyezkedenek el, az egyik oldalon lényegesen több látszik, mint a másikon. Lehetnek világos foltok is, a másnegeses pólusoknál. Az ellipszoid alakú változók is különféleképpen jelenhetnek meg forgás közben.

#### Nem szférikus változók

##### Ellipszoidális változók
Ezek nagyon közeli kettősök, alakjukat árapályerők torzítják. Forgás közben különböző felszínüket mutatják a Föld felé, amitől változik a fényességük. 

#### Csillagfoltok
A napfoltokhoz hasonlóan más csillagoknak is lehetnek foltjaik. A foltok lehetnek sötétebbek és világosabbak is. A kromoszféra fényessége változhat a napfoltciklus során, illetve a forgás miatt akár több tíz magnitúdónyi változás is végbemehet.

##### FK Comae Berenices változók

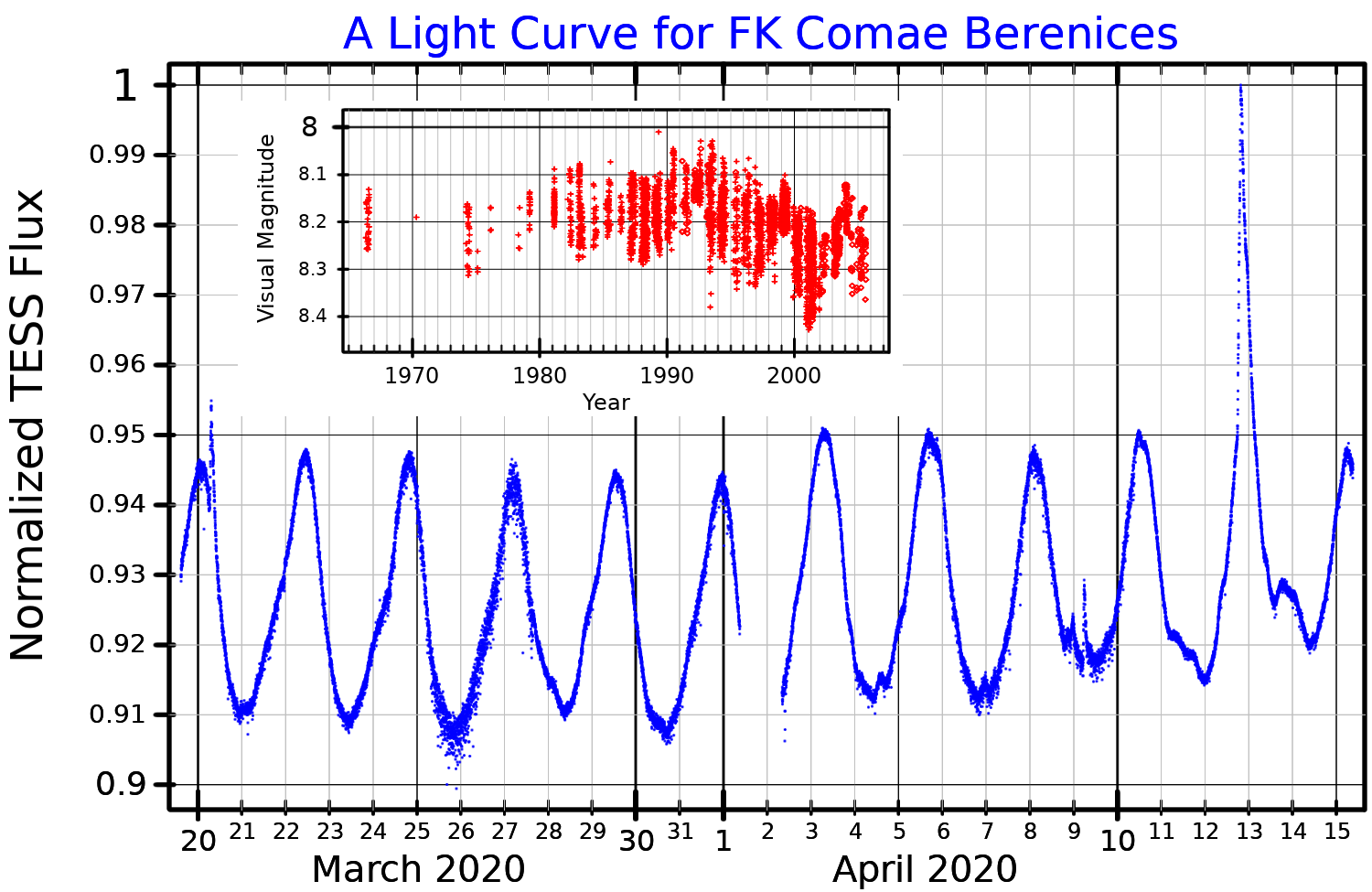
FK Comae Berenices típusú változócsillagok fénygörbéi. A fő grafikon az exobolygókat kereső TESS vizsgálat adatait rövid távú változását mutatja; a mellékelt kisebb grafikon a hosszabb távú változást ábrázolja Panov és Dimitrov (2007) szerint

Az FK Comae Berenices változók gyorsan forgó csillagok, melyek szögsebessége az egyenlítő mentén eléri a 100 km/s-t, emiatt ellipszoid alakot vesznek fel. Magányos óriások G és K kibocsátási vonalakkal, és erős kromoszférikus kibocsátási vonalakkal. A példák közé tartozik az FK Com, V1794 Cygni és az UZ Librae. A gyors forgás oka az lehet, hogy egybeolvadt kettősökről van szó.

##### BY Draconis változók
K és M osztályú váltopzók, melyek csak 0,5 magnitúdó változást mutatnak

#### Mágneses mező

##### Alfa 2 Canum Venaticorum változók
B8–A7 osztályú fősorozati csillagok, mágneses mezőjük megváltozása 0,01 – 0,1 magnitúdót ér el.

##### SX Arietis változók
A mágneses mezőkre ható gyors forgási sebesség miatt fényességük 0,1 magnitúdót változik.

##### Optikailag változó pulzárok
A pulzárok a változócsillagok egy speciális osztályát képezik. Kétséges, hogy egyáltalán a klasszikus értelemben vett változócsillagok közé lehet-e őket sorolni. A gyors forgás miatt a fényesség nagyon gyorsan, millimásodpercek vagy néhány másodpercen belül változik.
- BLLAC: extragalaktikus BL Lacertae típusú objektumok
- SG: optikailag változó csillagszerű extragalaktikus változók (Aktív galaxismagok, Seyfert-galaxisok)
- QSO: optikailag változó csillagszerű extragalaktikus források (Aktív galaxismagok, Seyfert-galaxisok)

### Fedési kettősök

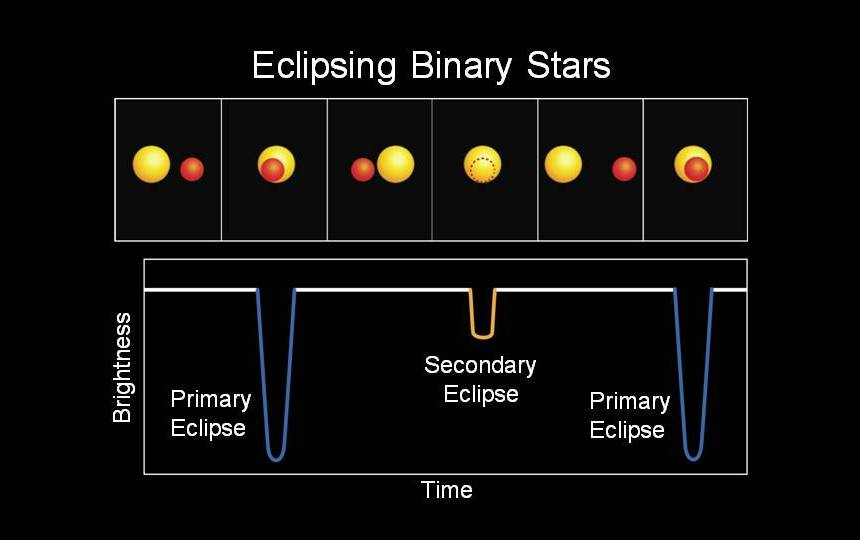
A fedési kettősök fényességének változása

A fényesség változását külső tényezők is előidézik a külső, földi megfigyelők számára. Ennek az egyik leggyakoribb oka, hogy a csillag nincs egyedül, hanem egy közeli kettőscsillag része, vagy pedig bolygói veszik körül. Az egyik leggyakoribb fedési kettősei az Algol, illetve a Beta Persei (β Per).
A bolygóátvonulások kisebb változásokat okoznak a csillag fényében, amikor a bolygó elvonul a Föld és a csillag között. Csak különösen pontos megfigyelésekkel észlelhetők. A példák közé tartoznak a HD 209458 és a GSC 02652-01324, illetve a Kepler Mission jelöltjei.

#### Algol változók
Az Algol változók egy perióduson belül egy vagy két fényességi minimumot mutatnak, melyeket hosszabb konstans fényességű időszakok választanak el.

#### Kettős periódusdú változók
A kettős periódusú változók kettősei között ciklikus tömegcsere megy végbe, ami miatt a keringési idő hosszabb időn keresztül megjósolhatóan változik. A legismertebb példa a V393 Scorpii.  

#### Béta Lyrae változók
A Beta Lyrae (β Lyr) típusú változók extrém közeli változók, amelyek a Sheliak csillag után kapták nevüket. A fénygörbe folytonosan változik, így az átvonulások pontos idejét nehéz meghatározni. 

#### W Serpentis típusú változók
A W Serpentis típusőú változók kettősök, melyek egyik tagja egy óriás vagy szuperóriás, amiből anyag áramlik a kettős másik tagja, egy masszív kompakt csillag felé. A Beta Lyrae (β Lyr) típusú kettősöktől az akkréciós korong UV-sugárzása különbözteti meg.

#### W Ursae Majoris típusú változók
Protocsillaguk a W Ursae Majoris csillag. Ezek a csillagok zárt kettősök. Két alosztályba sorolhatóak: A- és W-típus. Az A típusú W Uma kettősök mindkét csillaga forróbb a Napnál, színképosztályuk A vagy F, periódusuk 0,4 és 0,8 nap közötti. A W-típus komponensei hidegebbek, színképosztályuk G vagy K, periódusuk rövidebb, 0,22 – 0,4 nap. A csoport tagjai ellipszoid alakúak, a tagok között a távolság kicsi és gyakran rendelkeznek kiterjedt atmoszférával. Majdhogynem érintkeznek egymással.

### Erősröntgensugárzástmutató kettősök
| X       | szoros kettős rendszerek     |
| XI      | szabálytalan röntgenforrások |
| XJ      | röntgenkettősök              |
| XP      | röntgenpulzár rendszerek     |
| XPR, XM | röntgenpulzár rendszerek     |
| XPRM    | röntgenforrások              |

## Megfigyelési módszerek

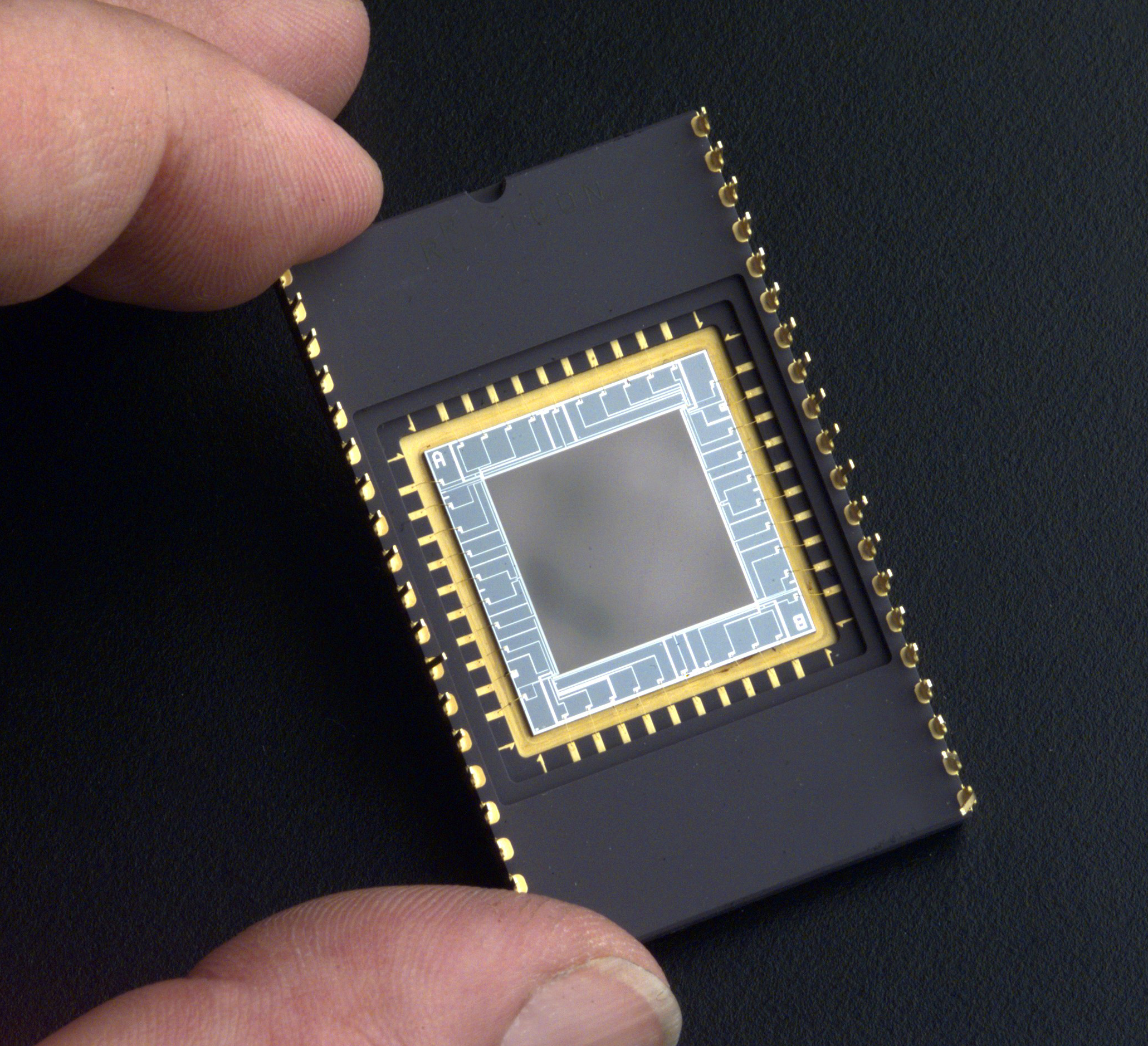
Csillagászati célokra kiváló ultraibolya és látható tartományban érzékeny CCD

A változócsillagok megfigyelése hosszú időre nyúlik vissza. Mivel egy távoli csillagról a felénk érkező fénye az egyetlen rendelkezésre álló információforrás, ezért a megfigyelési módszerek is ennek a fénynek az analizálására, megmérésére alapulnak.
A mai napig is elterjedt az amatőrcsillagász megfigyelők között a vizuális fényességbecslés, amelynek számos módszere van. Ezekben közös, hogy a változócsillagot ismert fényességű, ún. összehasonlító csillagokhoz (a szakzsargonban ÖH-k) viszonyítjuk. Ez kb. 0,1 magnitúdó pontosságú megfigyelési módszer így elsősorban a nagyobb amplitúdójú, hosszabb periódusú változásokat mutató csillagok megfigyelésére alkalmas.
A változócsillagok fényességmérésével, azaz fotometriájával pontosabb adatok is kaphatóak. Ezek a mérések jelenleg szinte kizárólag elektronikus úton történnek, zömmel CCD-képek számítógépes kiértékelésével. A mai napig is használt, de erősen visszaszorulóban van a fotoelektronsokszorozóval (ún. fotomultiplier csövekkel) történő mérés. Utóbbinak hátránya a hosszabb mérési idő, és az egyidejűleg vizsgálható csillagok kis mennyisége. Ideális esetben, megfelelő körültekintéssel kezelve az adatokat akár 0,001m fényességváltozás is kimutatható ezekkel a módszerekkel, így kis amplitúdójú, és rövid időbeli lefolyású változócsillagok is tanulmányozhatóak ezzel a módszerrel.
Fotometriai mérések hagyományos fotográfiai eljárással készült képeken, lemezeken is végezhetők. Ezek mai gyakorlatban leginkább akkor használhatóak, amikor visszamenőleges adatokat szeretnénk kigyűjteni egy változócsillag viselkedésének hosszabb távú vizsgálatához, nagyobb időbeli átfogású fénygörbék összeállításához. Ilyenkor a nagy csillagászati intézetek fotólemez gyűjteményéből utólag is szerezhetőek fényesség-adatok.
A változócsillagok fotometriájában nagyon fontos, hogy a megfigyeléseket milyen hullámhossz tartományokban végezzük. A leginkább elterjedt rendszer szerint a Johnson U, B, V, R ill. I betűkkel jelzett sávokban áteresztő szűrőkön keresztül készülnek a mérések. Ezekre a különböző csoportok eredményeinek összehasonlíthatósága miatt van szükség. Az egyes sávokban mért fényességek különbsége a színindex – így a B-V-vel jelölt színindex a B sávban és a V sávban mért fényességértékek különbségét jelöli. Ezzel a csillagok színére ad összehasonlítási alapot.
A csillag fényének színképe szintén nagyon bőséges információforrás a csillagászati spektroszkópiával foglalkozóknak. Kimutatható belőle a csillag anyagi összetételén túl a mágneses terének erőssége, tengelyforgása, hőmérséklete, pulzációja, esetleges szoros közelségben levő társcsillagok, exobolygók jelenléte is.

## Változócsillag-katalógusok
Változócsillagok Általános Katalógusa (GCVS)

## Változócsillagászati egyesületek
- MCSE-VCSSZ – Magyar Csillagászati Egyesület Változócsillag Szakcsoportja
- AAVSO – American Association of Variable Star Observers
- AFOEV – Francia Változócsillag-észlelők Társasága
- VSOLJ – Japán Változócsillag-észlelők Ligája

## Fordítás
Ez a szócikk részben vagy egészben  a   Variable star című angol Wikipédia-szócikk fordításán alapul.  Az eredeti cikk szerkesztőit annak laptörténete sorolja fel. Ez a jelzés csupán a megfogalmazás eredetét és a szerzői jogokat jelzi, nem szolgál a cikkben szereplő információk forrásmegjelöléseként.